# Memphis Monroe

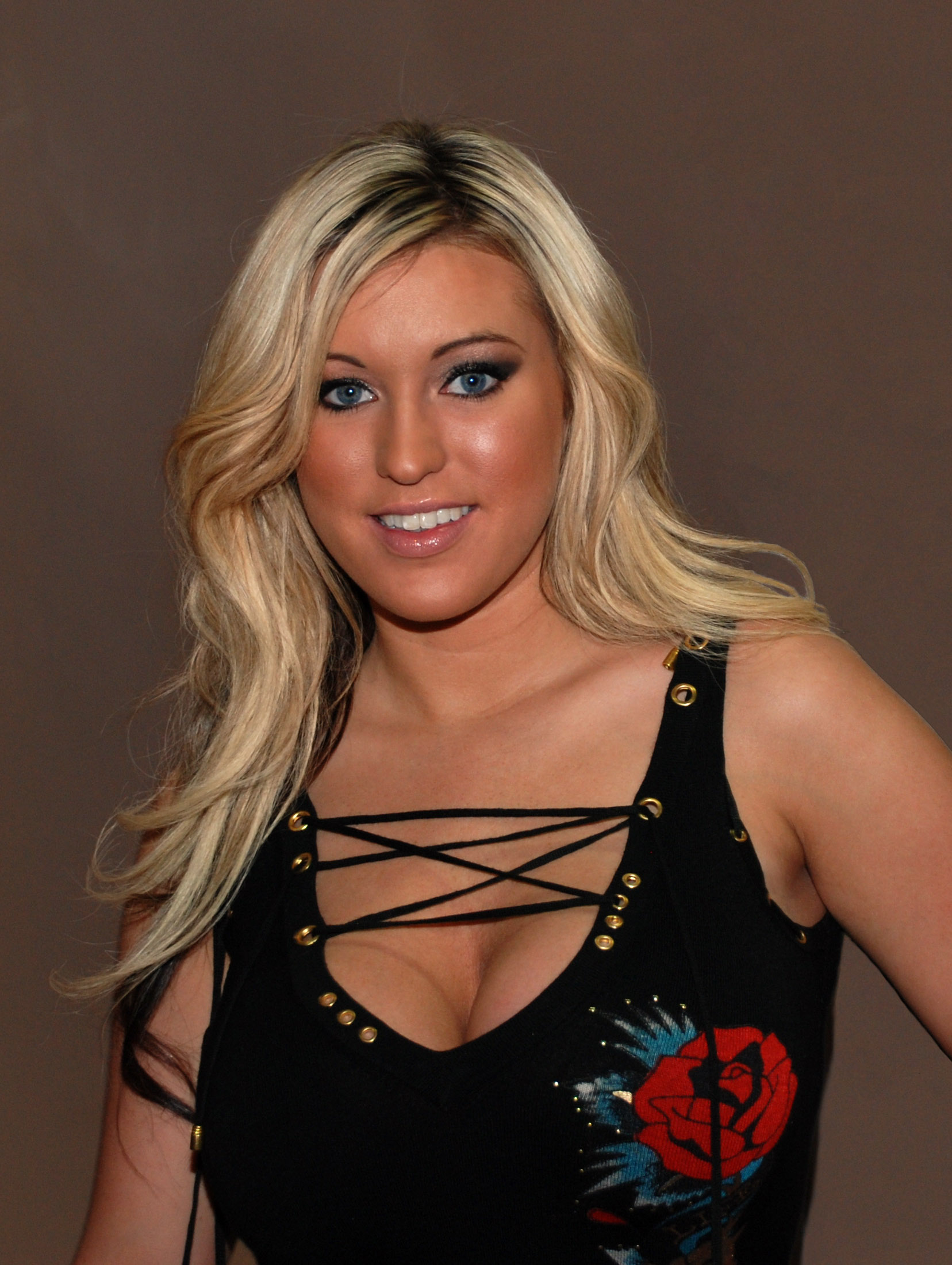
Memphis Monroe (2009)

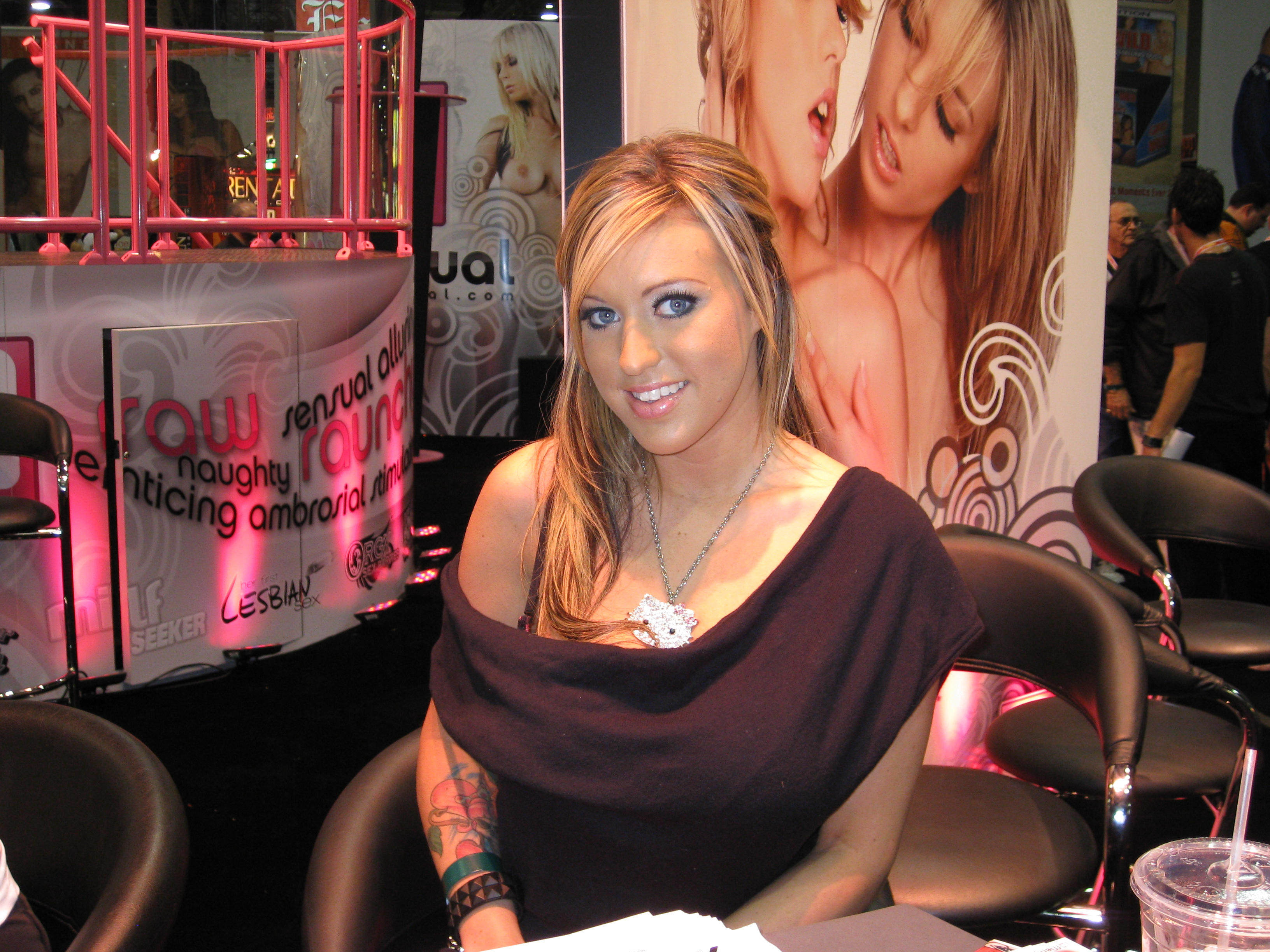
Memphis Monroe (2008)

Memphis Monroe (* 23. März 1985 in New Orleans, Louisiana) ist eine US-amerikanische Pornodarstellerin und Schauspielerin. Der Vorname ist vom Protagonisten des Films Nur noch 60 Sekunden und der Nachname von Marilyn Monroe inspiriert. Monroe ist seit 2006 verheiratet.

## Karriere
Monroe ist in Louisville, Kentucky aufgewachsen, wo sie derzeit auch lebt. Sie begann im Alter von 16 Jahren als Kellnerin in einem Restaurant der Kette Hooters zu arbeiten. Während dieser Zeit posierte sie für den Hooters-Kalender. Mit 18 Jahren begann sie als Akt-Model zu arbeiten. Im April 2005 startete sie ihre Hardcore-Film-Karriere.
Im Mai 2005 posierte sie für das Hustler-Magazin und zwei Monate später erfuhr sie, dass sie das Cover-Model für die Dezember-Ausgabe des Magazins sein würde. Im November 2005 unterschrieb sie einen Exklusiv-Vertrag mit Hustler und wurde die zweite Exklusivdarstellerin nach Jessica Jaymes. Im Dezember 2006 wurde ihr Vertrag erneuert, aber im August 2007 verließ sie Hustler. Am 4. Juni 2008 hatte sie einen Auftritt in der Howard-Stern-Show. Sie drehte ca. 110 Filme, außer für Hustler auch für Digital Playground, Naughty America, Brazzers, Elegant Angel, Evil Angel und Wicked Pictures und arbeitete mit Regisseuren wie Joey Silvera, Stormy Daniels, Axel Braun und Robby D zusammen. 2010 zog sie sich aus der Pornobranche zurück.
Im Jahr 2010 spielte sie im Slasher-Film Lethal Obsession die Rolle der Stripperin Memphis, eines der Mordopfer.

## Filmografie (Auswahl)
- 2005: The 4 Finger Club 22
- 2006: Strap Attack 4
- 2006: Backwoods of Memphis
- 2006: Christmas in Memphis
- 2007: The Dark Side Of Memphis
- 2008: Meet the Twins 13
- 2008: Memphis Does Hollywood
- 2008: Cheerleaders
- 2009: Big Tits in Uniform
- 2010: Lethal Obsession
- 2010: Baby Got Boobs 4
- 2010: Big Tits in Sports 3

## Auszeichnungen
- 2009: AVN Award für Best All-Girl Group Sex Scene in Cheerleaders, gemeinsam mit Jesse Jane, Shay Jordan, Stoya, Adrianna Lynn, Brianna Love, Priya Rai und Sophia Santi[6]